# Мінімалізм в образотворчому мистецтві

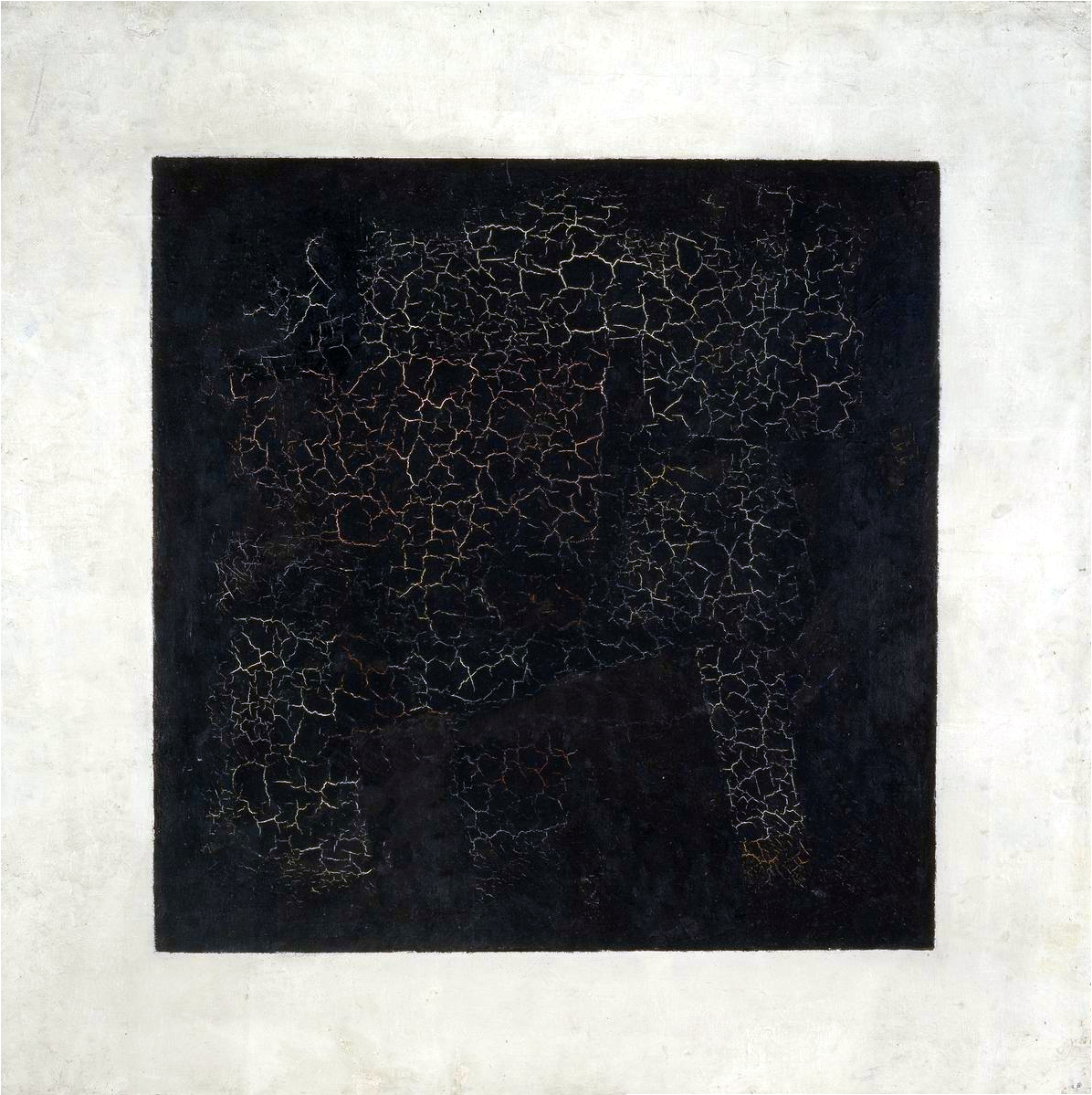
"Чорний квадрат" К.Малевича - символ художників-мінімалістів

Мінімалі́зм в образотворчому мистецтві (від лат. minimum — найменше) — авангардний напрямок у образотворчому мистецтві, для якого властива простота, монохромність, мінімальна трансформація використовуваних у процесі матеріалів, творче самообмеження художника. Мінімалізм називають "серійним мистецтвом", "алфавіт-мистецтвом", "ABC-мистецтвом".

## Виникнення напряму мистецтва
У візуальному мистецтв мінімалізм - це мистецький рух, який розпочався після Другої світової війни у 1960-х - на початку 1970-х. Рух часто трактується як реакція проти абстрактного експресіонізму та модернізму і передбачає сучасні постмінімальні мистецькі практики. До видатних художників, пов’язаних з мінімалізмом, належать Дональд Джадд, Агнес Мартін, Ден Флавін, Карл Андре, Роберт Моріс, Енн Трюїт та Френк Стелла. 
У 1958-1960 роках американський художник Френк Стелла презентував серію "Чорних картин". Це був початок, який заклав підґрунтя для створення перших мінімалістичних творів. Нові та старші художники звернулись до геометричної абстракції. Скульптура Джадда була продемонстрована в 1964 році в Зеленій галереї на Манхеттені, як і перші флуоресцентні світлові роботи Флавіна, тоді як інші провідні галереї Манхеттена, такі як Галерея Лео Кастеллі та Галерея Пейс, також почали демонструвати художників, зосереджених на геометричній абстракції. Було проведено дві музейні виставки: молодша американська та британська скульптура, показані з 27 квітня по 12 червня 1966 року в Єврейському музеї в Нью-Йорку, організована куратором музею живопису та скульптури Кінастоном Макшайн та «Системний живопис» у музеї Соломона Гуггенхайма у 1966 році. Куратор Лоуренс Аллоуей продемонстрував геометричну абстракцію в американському мистецькому світі за допомогою «Формованого полотна», «Кольорового поля» та «Жорсткого краю». Ці виставки стали початком мистецького руху, який називають мінімальним мистецтвом. У більш широкому і загальному розумінні європейські корені мінімалізму можна знайти в геометричних абстракціях живописців, пов’язаних з Баугаузом, у роботах Казимира Малевича, Піта Мондріана та інших художників, пов’язаних з рухом Де Штейля та російським конструктивістським рухом, та у творчості румунського скульптора Константіна Бранкузі.
Термін "мінімалізм" належить мистецтвознавцю Річарду Уолхейму, який використав його у 1965 році, аналізуючи творчість американського і французького художника Марселя Дюшана.
Стиль прийшов до Європи з японської культури. Зазвичай в основі стилю наявне сполучення світла і тіні, популярними кольорами є чорний, жовтий, сірий, червоний, зелений і синій.

## Риси мінімалізму
Це інтелектуальний стиль мистецтва. Художники-мінімалісти були зацікавлені тільки в передачі чистої «ідеї». Твори, виконані у цьому стилі, вирізняє навмисна простота форми, колористичний лаконізм. Представники мінімалізму в образотворчому мистецтві створюють прості і точні композиції, часто зведені до елементарних геометричних контурів. Вони використовують нейтральні відтінки, промислові матеріали, прості способи отримання зображень і об'єктів (у тому числі й за допомогою комп'ютерних програм). Для напряму властива лаконічністю виразних засобів.
Художники відмовились від використання прийомів інших стилів, наслідком цього стала колірна виразність і геометричність. Живописці для реалізації своїх задумів стали використовувати модульні конструкції і промислові матеріали. Мінімалісти відмовились від реалістичності і суб'єктивності, прагнули усунути відмінності між живописом і скульптурою. Картини в стилі мінімалізм характеризуються повторенням геометричних фігур, асиметричністю зображень. 
На передньому плані у художників-мінімалістів складна форма, з допомогою форми художники прагнуть передати глибину кольору. Емоції передаваються за допомогою геометричної точності ліній і форм.

## Символ мінімалізму
Символом мінімалізму є картина "Чорний квадрат" Казимира Малевича.
Девізом мінімалізму став вираз Less is more ("Нічого зайвого!"), який закликає справити враження на глядача не різноманітністю форм і фарб, а мінімумом засобів, чіткістю і простотою.

## Представники
До художників мінімалізму відносяться американські художники Карл Андре, Ден Флейвін, Сол Ле Вітт, Дональд Джадд, Роберт Морріс, і частково Френк Стелла. Вони виставляли аскетичні, художньо не опрацьовані куби, трубки, рами тощо і пропонували глядачеві "почати спочатку".
Частково мистецтво мінімалізму також надихається живописом Барнетта Ньюмена, Ад Рейнхардта, Йозефа Альберса та творами таких художників, як Пабло Пікассо, Марсель Дюшан, Джорджо Моранді та ін. Мінімалізм був також реакцією проти живописної суб'єктивності абстрактного експресіонізму, який був домінуючим у нью-йоркській школі протягом 1940-х та 1950-х років.
Впливова фігура цього напрямку-Ал Хелд (Al Held), який прославився гігантськими геометричними картинами, в яких панує яскрава, агресивна палітра.Чіткий геометризм характерний для багатьох творів Френка Стелли (Frank Stella). Його творчим маніфестом стала серія "чорних картин", в яких фон розкреслений тонкими лініями,що стоншуються і тануть. У полотнах Кеннета Ноланда (Kenneth Noland) збереглися відгомони експресії: колірні кола у нього часто обрамлені емоційними сплесками фарби. Ельсуорт Келлі (Ellsworth Kelly) широко використовував яскраві, інтенсивні кольори, вважав за краще фігури з гостро-чіткими контурами, часом змушував їх стикатися один з одним. Експериментував Келлі і з монохромом: у нього є роботи, виконані в чорно-білій гамі. Келлі став одним з перших художників, які використовували у своїй роботі полотна неправильної форми.
За межами США найвідоміший мінімаліст - француз Ів Кляйн (Yves Klein), девізом якого була фраза: "За колір! Проти лінії і малюнка!» У 1957 році він виставив одинадцять картин-монохромів, виконаних в його улюбленому синьому кольорі. А в 1962 році видав свою відповідь Малевичу: «IKB».
Також до представників мінімалізму належать:
- Джон Маклоглін, американець, 1898 - 1976, 29 творів
- Біче Лаццарі, італійка, 1900 - 1981, 28 творів
- Рут Волмер, американка, 1903 - 1982, 25 творів
- Антоніо Кальдерара, італієць, 1903 - 1978, 23 твори
- Мирон Стаут, американець, 1908 - 1987, 15 творів
- Агнес Мартін, канадійка, 1912 - 2004, 57 творів
- Гего, німкеня, 1912 - 1994, 31 твір
- Тоні Сміт, американець, 1912 - 1980, 16 творів
- Ед Рейнхардт, американець, 1913 - 1967, 52 твори
- Ян Шоонховен, голландець, 1914 - 1994, 24 твори
- Матіас Геріц, німець, 1915 - 1990, 37 творів
- Рональд Блейден, американець, 1918 - 1988, 15 творів
- Анна Труї, американка, 1921 - 2004, 65 творів
- Вільям Тьорнбул, британець, 1922 - 2012, 28 творів
- Женев'єва Ас, француженка, рік народження 1923, 26 творів
- Ellsworth Kelly, американець, рік народження 1923, 145 творів
- Ричард Артшвагер, американець, 1923 - 2013, 35 творів
- Anton Heyboer, голландець, 1924 - 2005, 31 твір
- Ентоні Каро, британець, рік народження 1924, 14 творів
- Пол Бреч, американець, 1924 - 2007, 16 творів
- Херберт Цангс, німець, 1924 - 2003, 14 творів
- Мартін Барр, француз, 1924 - 1993, 21 твір
- Марсель Барбо, канадець, рік народження 1925, 16 творів
- Едвард Красиньскі, поляк, 1925 - 2004, 15 творів
- Франсуа Морелле, француз, рік народження 1926, 33 твори
- Моше Купферман, єврей, 1926 - 2003, 38 творів
- Уоррен Рохрер, американець, 1927 - 1995, 36 творів
- Джеймс Бішоп, француз, рік народження 1927, 10 творів
- Дональд Джадд, американець, 1928 - 1994, 0 творів
- Сол Ле Вітт, американець, 1928 - 2007, 74 твори
- Марша Хафіф, американка, рік народження 1929, 16 творів
- Пітер Джозеф, британець, рік народження 1929, 18 творів
- Ліман Кіпп, американець, рік народження 1929, 12 творів
- Jo Baer, американка, рік народження 1929, 18 творів
- Алекс Хей, американець, рік народження 1930, 11 творів
- Родольфо Аріко, італієць, 1930 - 2002, 31 твір
- Роберт Ріман, американець, рік народження 1930, 40 творів
- Фредерік Матус Тарс, американці, 1930 - 1992, 14 творів
- Енріко Кастелані, італієць, рік народження 1930, 22 твори
- Шарлотта Позенескі, єврейка, 1930 - 1985, 37 творів
- Хуан Ернандес Піжуан, іспанець, 1931 - 2005, 40 творів
- Роберт Морріс, американець, 1931 - 2018, 24 твори
- Ральф Хотере, новозеландець, 1931 - 2013, 26 творів
- Джеф Верхейен, бельгієць, 1932 - 1984, 11 творів
- Марк Во, британець, рік народження 1932, 22 твори
- Бернард Коен, британець, рік народження 1933, 24 твори
- Ден Флавіан, американець, 1933 - 1996, 23 твори
- Віктор Бонато, німець, рік народження 1934, 18 творів
- Ів Гоше, канадець, 1934 - 2000, 33 твори
- Боб Лоу, британець, 1934 - 2004, 15 творів
- Уолтер Дербі Беннард, американець, рік народження 1934, 28 творів
- Джон Маккрекен, американець, 1934 - 2011, 42 твори
- Роберт Хуот, американець, рік народження 1935, 19 творів
- Роман Котосман, американець, 1935 - 2006, 10 творів
- Карл Андре, американець, рік народження 1935, 0 творів
- Уолтер Де Марія, американець, 1935 - 2013, 14 творів
- Лео Валледор, американець, 1936 - 1989, 19 творів
- Нанда Віго, італійка, рік народження 1936, 10 творів
- Йоахим Бандау, німець, рік народження 1936, 19 творів
- Франк Стелла, американець, рік народження 1936, 123 твори
- Роберт Гросвенор, американець, рік народження 1937, 12 творів
- Насрін Мохаммеді, індійка, 1937 - 1990, 27 творів
- Manfred Kuttner, німець, 1937 - 2007, 13 творів
- Ніле Тороні, француз, рік народження 1937, 11 творів
- Джеймс Ліцині, швейцарець, рік народження 1937, 11 творів
- Граціа Варіско, італійка, рік народження 1937, 21 твір
- Роберт Мангольд, американець, рік народження 1937, 37 творів
- Тес Джерей, британка, рік народження 1937, 18 творів
- Мішель Парментьє, француз, 1938 - 2000, 10 творів
- Анджело де Соуза, португалець, 1938 - 2011, 21 твір
- Даниель Бюрен, француз, рік народження 1938, 16 творів
- Брайс Марден, американець, рік народження 1938, 124 твори
- Ян Грот, норвежець, рік народження 1938, 15 творів
- Ларрі Бел, американець, рік народження 1939, 47 творів
- Jean-Pierre Raynaud, француз, рік народження 1939, 10 творів
- Імі Кнобель, німець, рік народження 1940, 15 творів
- Етторе Спаллетті, італієць, рік народження 1940, 19 творів
- Пітер Даунсброу, американець, рік народження 1940, 10 творів
- Філ Сімс, американець, рік народження 1940, 15 творів
- Роберт Свейн, американець, рік народження 1940, 10 творів
- Клод Руто, француз, рік народження 1941, 21 твір
- Ханне Дарбовен, німкеня, 1941 - 2009, 15 творів
- Richard Tuttle, американець, рік народження 1941, 45 творів
- Гюнтер Умберг, німець, рік народження 1942, 10 творів
- Джозеф Маріоні, американець, рік народження 1943, 16 творів
- Крістофер Вілмарт, американець, 1943 - 1987, 15 творів
- Фред Сендбек, американець, 1943 - 2003, 16 творів
- Кісіо Суга, японець, рік народження 1944, 12 творів
- Олів'є Моссе, швейцарець, рік народження 1944, 17 творів
- Майкл Хейцер, американець, рік народження 1944, 11 творів
- Джанні П'ячентіно, італієць, рік народження 1945, 14 творів
- Фернандо Калья, португалець, 1948 - 2002, 14 творів
- Алан Чарльтон, британець, рік народження 1948, 11 творів
- Рудольф де Кріньї, американець, 1948 - 2006, 24 твори
- Хіросі Сугімото, японець, рік народження 1948, 15 творів
- Кацухіто Нісікава, японець, рік народження 1949, 26 творів
- Роні Хорн, американка, рік народження 1955, 23 твори
- Iseult Labote, швейцарка, рік народження 1959, 18 творів
- Gisela Colon, американка, рік народження 1966, 2 твори
- Yui Yaegashi, японка, рік народження 1985, 15 творів[4]

## Історія розвитку
Передтечею мінімалізму було мистецтво геометричного абстрактивізму. Піонерами мінімалізму вважають групу Де Стейл Дусбурга і Мондріана та художників об'єднань «Абстракція-Творення»,«Золотий перетин»,«Коло і квадрат». Художники товариства з Лейдена - Тео ван Дусбург, Піт Мондріан, Барт ван дер Лек вважали, що художній твір повинен мати раціонально-утилітарний акцент. Основними елементами вони проголосили: прямий кут і три кольори, червоний, жовтий і синій, до яких, як додаткові могли додаватися чорний і білий. 
Одним із перших художників, пов'язаних з мінімалізмом, був Френк Стелла, чотири його "ранніх" чорних картин у 1959 році "були включені в шоу" шістнадцяти американців, організоване Дороті Міллер у Музеї сучасного мистецтва в Нью-Йорку. Ширина смуг на чорних картинах Френка Стелли часто визначалася розмірами пиломатеріалів, які він використовував для підрамників для підтримки полотна. Рішення Стелли щодо конструкцій на лицьовій поверхні полотна були не цілком суб'єктивними, а зумовленими "заданою" особливістю фізичної конструкції опори. У каталозі шоу Карл Андре зазначив: "Мистецтво виключає непотрібне. Френк Стелла визнав необхідним малювати смужки. В його картині нічого іншого немає". Ці роботи різко контрастували з наповненими енергією і надзвичайно суб'єктивними та емоційно навантаженими картинами Віллема де Кунінга чи Франца Клайн. Інші художники - в тому числі Кеннет Ноланд, Джин Девіс, Роберт Мазервелл і Роберт Райман - також почали досліджувати смуги та монохроматичні формати з кінця 50-х до 1960-х. 
Через тенденцію в мінімальному мистецтві виключати живописне, ілюзіоністичне та вигадане на користь буквального, відбувся рух від живописних до скульптурних проблем. Дональд Джадд починав як художник, а закінчував як творець предметів. Його основне есе "Конкретні об'єкти" (опубліковане в "Щорічнику мистецтв" 8, 1965 р.) стало основою теорії для формування мінімалістичної естетики. У цьому нарисі Джадд знайшов вихідну точку для нової території для американського мистецтва та одночасну відмову від залишкових успадкованих європейських художніх цінностей. Він вказав на докази цього розвитку в роботах низки художників, що діяли в той час у Нью-Йорку, включаючи Джаспер Джонс, Ден Флавін та Лі Бонтеку. «Попереднє» значення для Джадда мала робота Джорджа Ерла Ортмана, який конкретизував і перевів твори живопису у жорсткі, філософсько заряджені геометрією. Ці конкретні об'єкти наповнювали простір, який не можна було класифікувати як живопис або скульптура. Те, що категорична ідентичність таких предметів під питанням, і що вони уникають легких зв'язків із звичними умовами, було частиною їх цінності для Джадда.

### Неомінімалізм
Неомінімалізм - це досить розпливчастий художній стиль кінця 20-го - початку 21-го століття. Його називають «Неогея», «Неоконцептуалізм», «Неофутурізм» і т.д. Сучасні художники, пов'язані з цим рухом: Катаріна Берджесс, Пол Кун, Крістофер Віллард.

### Постмінімалізм
Постмінімалісти (1970-ті рр.) зміщували фокус від чистої ідеї до форми її передачі, описували спроби вийти за рамки ідіоми мінімалізму в усіх сферах мистецтва. Відомими майстрами руху є Том Фрідман, Єва Хессе, Аніша Капура, Чарльз Рей, Річард Таттл, Ханна Вільке.

## Критика мінімалізму
Цей рух критикували модерністські формалістичні мистецтвознавці та історики. Деякі критики вважали, що мінімальне мистецтво являє собою нерозуміння сучасної діалектики живопису та скульптури, як це визначив критик Клемент Грінберг, американський критик живопису в період до 1960-х років. Найвизначнішу критику мінімалізму висловив Майкл Фрід, критик, який виступав проти твору на основі його "театральності". У "Мистецтві та предметі" (опублікованому в "Артфорумі" в червні 1967 р.) він заявив, що мінімальний витвір мистецтва, особливо мінімальна скульптура, базується на взаємодії з присутністю глядача. Фрід розцінив перехід досвіду глядача від естетичного залучення всередину події поза художньою роботою як провал мінімального мистецтва. Есе Фріда одразу ж було оскаржене художником-постмімалістом Робертом Смітсоном у листі до редактора в жовтневому номері Artforum. Смітсон заявив наступне: "Найбільше Фрід боїться свідомості того, що робить - а саме того, що він сам театральний".
Художник і критик Томас Лоусон у своєму есе "Артфорум" зазначив "Останній вихід" 1981 року. Мінімалізм не відкидав тверджень Клемента Грінберга про зменшення модерністського живопису на поверхню та матеріали, а також сприймав його твердження буквально. На думку Лоусона, результатом став мінімалізм, хоча поняття "мінімалізм" не було прийнято художниками, пов'язаними з ним, і багато практиків мистецтва не визначили його як рух як такий.
Роберт Морріс, теоретик і художник, написав есе з трьох частин "Записки до скульптури 1–3", спочатку опубліковане в 1966 році. У цих нарисах Морріс намагався визначити концептуальну основу та формальні елемент, які б охоплювали практику його сучасників. Ці нариси приділяли велику увагу ідеї гештальту - "частин, пов'язаних між собою таким чином, що вони створюють максимальний опір перцептивному роз'єднанню". Пізніше Морріс описав мистецтво, представлене "помітним поперечним розповсюдженням і відсутністю регульованих одиниць або симетричних інтервалів", у "Примітках до скульптури: Поза об'єктами", опублікованих спочатку в 1969 році, продовжуючи говорити, що "невизначеність розташування частин - це буквальний аспект фізичного існування". Загальна зміна теорії, висловлена в есе, передбачає перехід до того, що згодом буде називатися постмінізмом.

## Музеї мінімалізму
Основні колекції творів художників у стилі мінімалізму знаходяться в музеях:
- The Chinati Foundation (Техас, США)
- Музей сучасного мистецтва Форт-Уорт (Техас, США)
- Художній музей Монклер (Нью – Джерсі, США)
- Музей Гуггенхайма (Нью – Йорк, США)
- Музей сучасного мистецтва (Нью – Йорк, США)
- Музей Boijmans Van Beuningen (Роттердам, Нідерланди)
- Музей Гуггенхайма в Більбао (Більбао, Іспанія)
- Пінакотека сучасності (Мюнхен, Німеччиная).

## Галерея

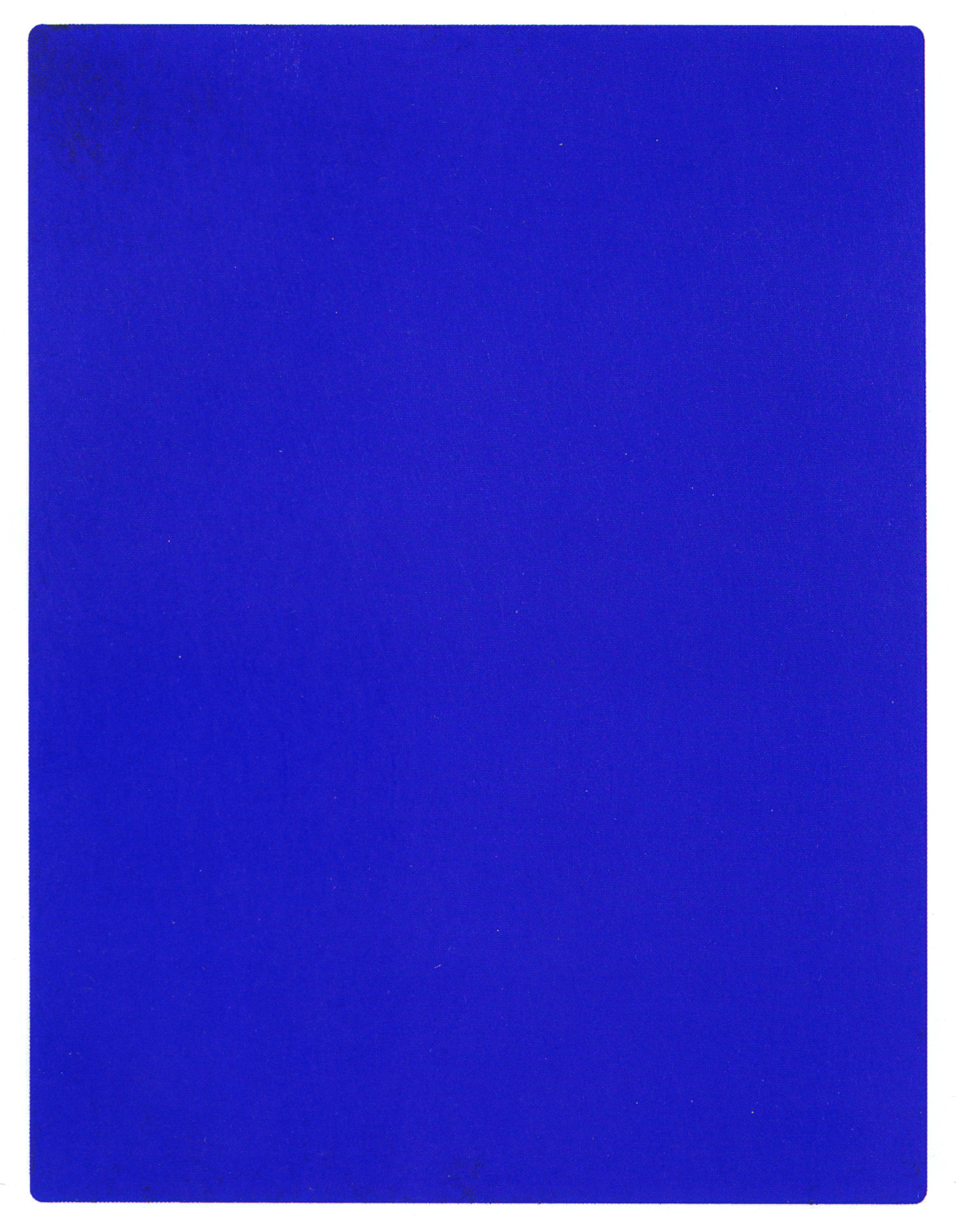
Ів Кляйн «IKB»
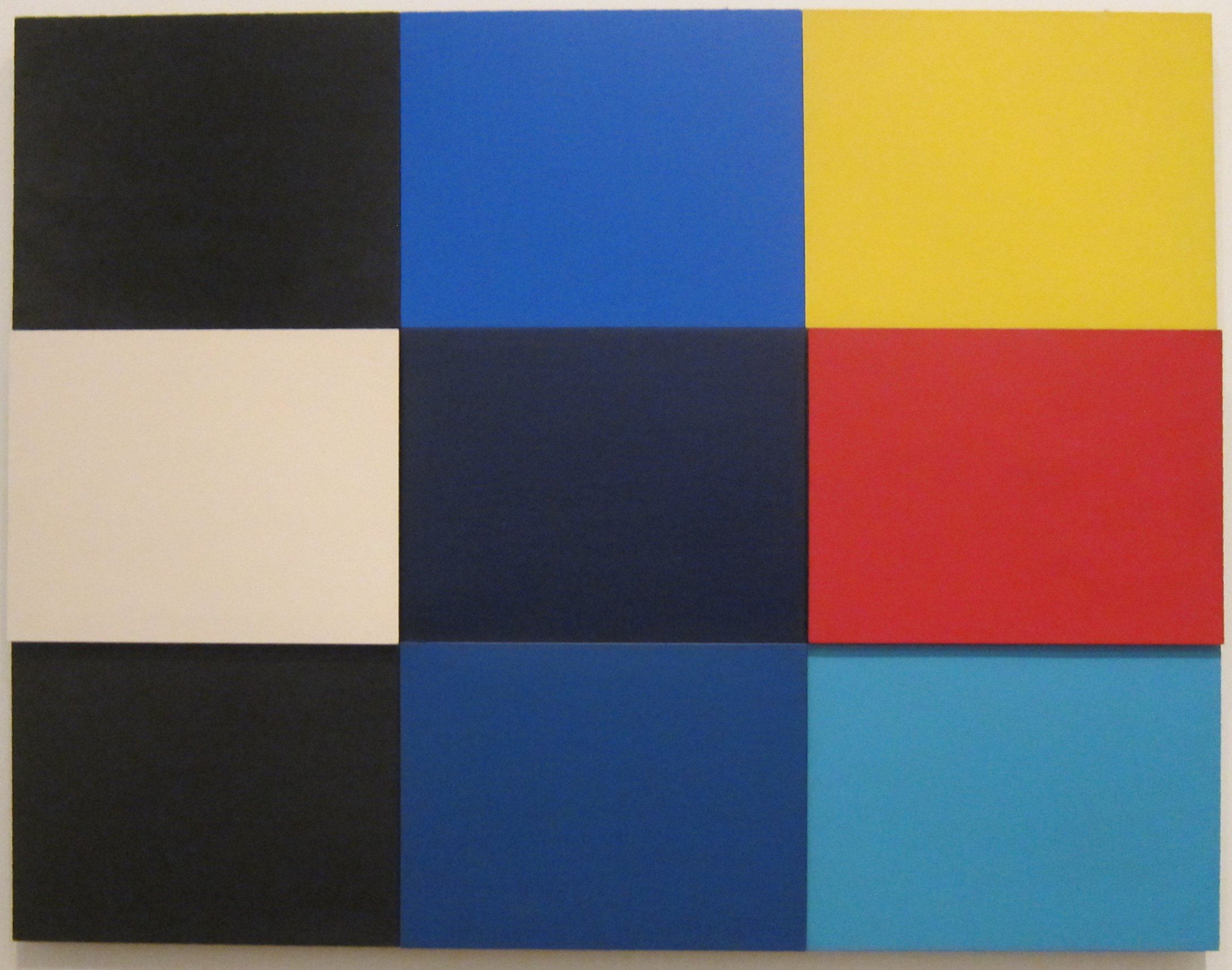
Елсворт Келлі "Méditerannée"